# Chirita walkerae
Chirita walkerae är en tvåhjärtbladig växtart som beskrevs av George Gardner. Chirita walkerae ingår i släktet Chirita och familjen Gesneriaceae. Inga underarter finns listade i Catalogue of Life.